# Стражиця (Войник)
Стражиця (словен. Stražica) — поселення в общині Войник, Савинський регіон, Словенія. 
Висота над рівнем моря: 427,3 м.